# Крекінг-установка в Ассалує (Morvarid)
Крекінг-установка в Ассалує (Morvarid) — складова частина розташованого у іранській провінції Бушир нафтохімічного майданчику компанії Morvarid Petrochemical. Відома також як 5-й олефіновий комплекс.
Розробка найбільшого в світі газового родовища Південний Парс (в Катарі відоме як Північне) надала можливість вилучати великі об'єми зріджених вуглеводневих газів, зокрема, етану. Споживачем 642 тисяч тонн цього газу на рік стала введена в експлуатацію у 2010-му установка парового крекінгу компанії Morvarid, котра належить Social Security Investment, Teachers Investment Fund та Naft Pension Fund.
Піддаючи етан піролізу отримують 500 тисяч тонн етилену, а також, як побічний продукт, суміш С3+ (пропан-пропіленова фракція та більш важкі вуглеводні) в об'ємі 47 тисяч тонн.
Споживачами етилену стали лінія поліетилену компанії Mehr Petrochemical (300 тисяч тонн) і завод дихлориду етилену Arvand Petrochemical з показником 890 тисяч тонн (в подальшому його частково постачають іншим підприємствам, а частково використовують для продукування 340 тисяч тонн мономеру вінілхлориду). Втім, після запуску в середині 2010-х належного Morvarid заводу моноетиленгліколю потужністю 500 тисяч тонн, саме він став основним споживачем етилену.
Можливо також відзначити, що станом на другу половину 2010-х в Ассалує наявні й інші піролізні виробництва, створені компаніями Arya Sasol (9-й комплекс), Jam Petrochemical (10-й комплекс) та Kavian Petrochemical (11-й комплекс).